# Sarah Beth Grey
Sarah Beth Grey (Liverpool, 10 augustus 1995) is een tennisspeelster uit het Verenigd Koninkrijk. Zij begon op zesjarige leeftijd met het spelen van tennis. Haar favoriete ondergrond is gravel. Zij speelt linkshandig en heeft een tweehandige backhand.
Voordat Grey getrouwd was, kwam zij uit onder de naam Sarah Beth Askew.

## Loopbaan
In 2019 kreeg Grey samen met Eden Silva een wildcard voor het damesdubbelspel van Wimbledon. Ook speelde zij in het gemengddubbelspeltoernooi met haar landgenoot Scott Clayton met een wildcard.
In 2021 won Grey haar eerste enkelspeltitel, op het ITF-toernooi van Jablonec nad Nisou (Tsjechië) – in de finale versloeg zij de Finse Anastasia Kulikova.

## Posities op deWTA-ranglijst
Positie per einde seizoen:
| jaar | rang enkelspel | rang dubbelspel |
| ---- | -------------- | --------------- |
| 2014 | 1244           | 765             |
| 2015 | 770            | 749             |
| 2016 | 837            | 408             |
| 2017 | 665            | 351             |
| 2018 | 439            | 261             |
| 2019 | 659            | 145             |
| 2020 | 623            | 203             |
| 2021 | 403            | 168             |
| 2022 | 329            | 262             |
| 2023 | 490            | 232             |

## Resultaten grandslamtoernooien
| Legenda | Legenda                          |
| ------- | -------------------------------- |
| g.t.    | geen toernooi gehouden           |
| l.c.    | lagere categorie                 |
| –       | niet deelgenomen                 |
| G       | uitgeschakeld in de groepsfase   |
| 1R      | uitgeschakeld in de eerste ronde |
| 2R      | uitgeschakeld in de tweede ronde |
| 3R      | uitgeschakeld in de derde ronde  |
| 4R      | uitgeschakeld in de vierde ronde |
| KF      | uitgeschakeld in de kwartfinale  |
| HF      | uitgeschakeld in de halve finale |
| F       | de finale verloren               |
| W       | het toernooi gewonnen            |
| w-v     | winst/verlies-balans             |

### Enkelspel
geen deelname

### Vrouwendubbelspel
| Australian Open | –  | –  | –  | –  |
| Roland Garros   | –  | –  | –  | –  |
| Wimbledon       | 1R | 1R | 1R | 1R |
| US Open         | –  | –  | –  |    |

### Gemengd dubbelspel
| toernooi        | 2019 |    | 2021 |
| --------------- | ---- | -- | ---- |
| Australian Open | –    | –  |      |
| Roland Garros   | –    | –  |      |
| Wimbledon       | 1R   | 1R |      |
| US Open         | –    | –  |      |